# Trundholm

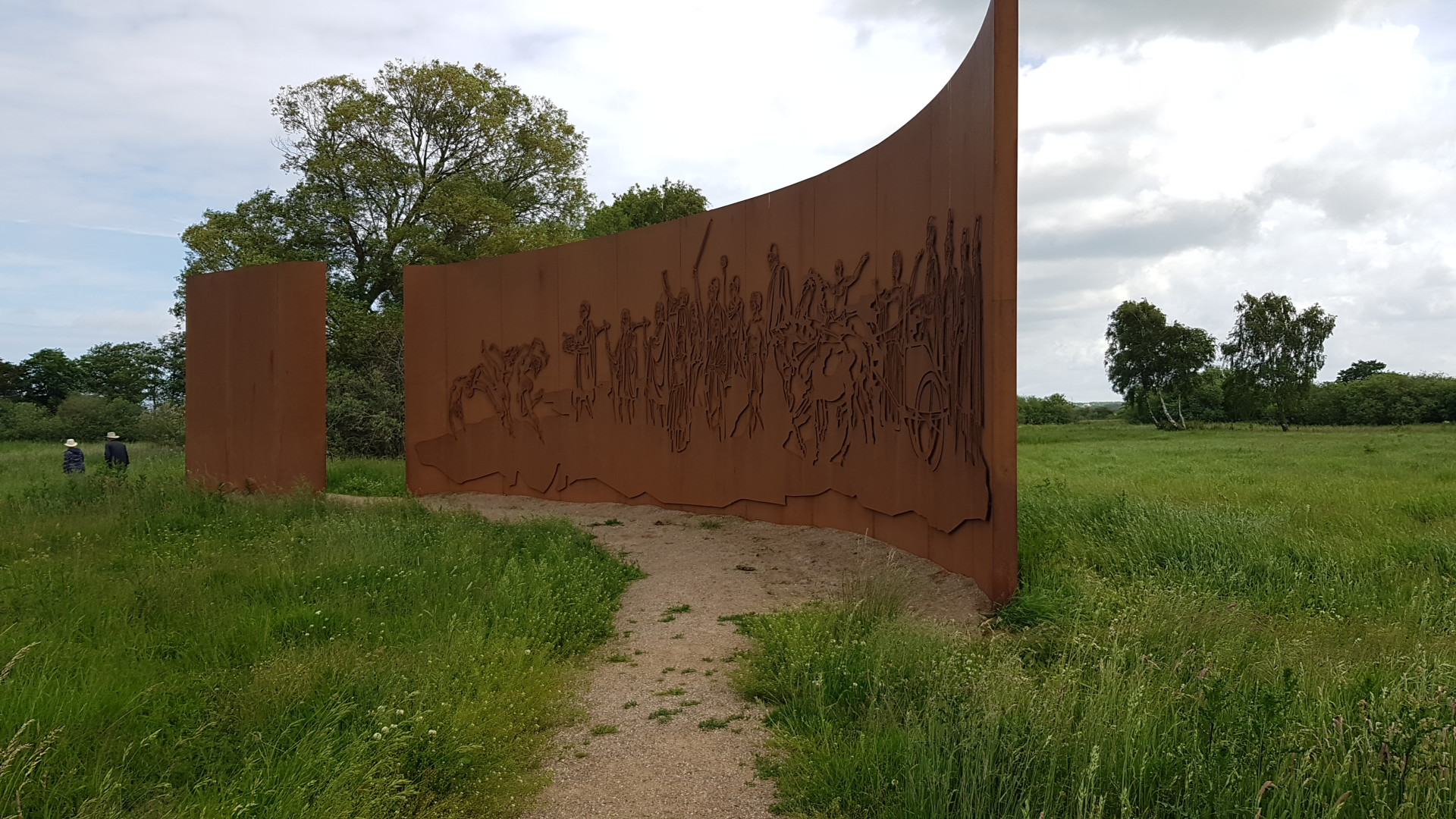
Sculpture commémorant la découverte du char solaire.

Trundholm est une ancienne - antique - commune du Danemark, appartenant depuis la réforme de 2007 à Odsherred.
On y a découvert, en 1902, le « char solaire de Trundholm », un objet de bronze daté d'environ 1400 av. J.-C. L'emplacement exact de la découverte était gardé secret jusqu'en 2015 ; il est désormais géré comme une attraction touristique au sein d'un géoparc, reconnu par l'UNESCO,.